# Oreophryne pseudasplenicola
Oreophryne pseudasplenicola és una espècie de granota que viu a Indonèsia.